# Уотърфон
Уотърфонът е музикален перкусионен инструмент от групата на металните идиофони. Също като вибрафона и флексатона, уотърфонът е нов инструмент, появил се през 20 век. Създаден и патентован е от изобретателя Ричард Уотър.
Уотърфонът представлява метално тяло във формата на обърната нагоре гъба, в чието „пънче“ служещо за резонатор има малко количество вода. По периферията на „гуглата“ са закрепени метални пръчици с различна дължина.
Изпълнителят държи с едната си ръка инструмента, а с другата трие пръчиците с лък от контрабас.
Уотърфонът се използва в камерната и оркестрова класическа музика, както и при озучаването на филми.